# Damasławek
Damasławek (prononciation : [damaˈswavɛk]) est un village de Pologne, situé dans la voïvodie de Grande-Pologne. Il est le chef-lieu de la gmina de Damasławek, dans le powiat de Wągrowiec.
Il se situe à 22 kilomètres à l'est de Wągrowiec (siège du powiat) et à 63 kilomètres au nord-est de Poznań (capitale régionale).
La ville possédait une population de 2 183 habitants en 2009.

## Géographie
À la limite de la Couïavie-Poméranie, Damasławek se situe surtout dans une région agricole, malgré la présence de quelques lacs et forêts.

## Histoire
De 1975 à 1998, Damasławek faisait partie du territoire de la voïvodie de Piła.

## Monuments
- l'église paroissiale, reconstruite en 1923 ;
- le manoir et son parc du XIXe siècle.

## Voies de communication
La route voïvodale 251 (qui relie Wągrowiec à Inowrocław) passe par le village.